# Bărăteaz

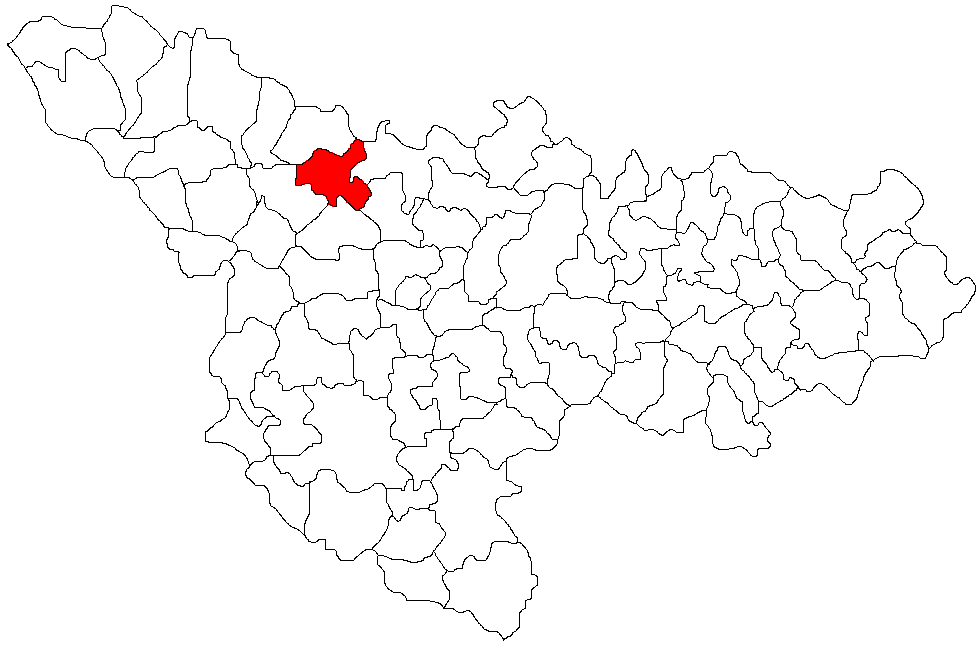
Lage der Gemeinde Satchinez im Kreis Timiș

Bărăteaz (rumänisch auch Călugăruș, deutsch Baratzhausen oder Berndjas, ungarisch Baraczháza) ist ein Dorf im Kreis Timiș, Banat, Rumänien. Bărăteaz gehört zur Gemeinde Satchinez.

## Lage
Bărăteaz befindet sich im Norden des Kreises Timiș, nahe der Grenze zum Kreis Arad. Bis zur Kreishauptstadt Timișoara sind es 36 Kilometer. Bărăteaz wird von der Landstraße DJ692 durchquert. In zwei Kilometer Entfernung befindet sich die Bahnstation. 

## Nachbarorte
| Variaș    | Gelu                                        | Vinga     |
| Satchinez | Kompassrose, die auf Nachbargemeinden zeigt | Orțișoara |
| Satchinez | Hodoni                                      | Carani    |

## Etymologie
Der Ort wurde 1411 erstmals urkundlich unter dem Namen Barochháza und 1428 als Barothháza erwähnt. 1718 war er als Prädium (Weideland) ausgewiesen, das auf der Merz’schen Landkarte von 1723 als Parazas bezeichnet wurde. 1753 wurde die Ortschaft unter dem Namen Paratzhas vermerkt und war bewohnt. 1769 erschien die Bezeichnung Barathia.
Der Name Baraczháza kommt aus dem Ungarischen borocz oder baratzk (deutsch Aprikose) und háza (deutsch Hausen).

## Geschichte
Das Prädium Parazas war an Viehzüchter verpachtet. In dem 1753 bewohnten Ort wohnten Rumänen. 1783 gehörte Paratzhaz zum Sanktandreser Rentamt und bestand aus 103 Häusern. 
Von 1717 bis 1801 war Baratzhausen kaiserliches Kronland und gehörte zur Wiener Hofkammer. Im Zuge der Privatisierung der Banater Dörfer,  kam es in den Besitz der Armenier Johann Martin, Franz und Gregor Capdebo, die 1802 in den Adelsstand erhoben worden waren. Bis zur Revolution von 1848/49, die die Befreiung der Bauern mit sich brachte, blieb die Ortschaft im Besitz der Familie Capdebo. 
Die ersten deutschen Familien wurden 1832 in Baratzhausen durch Zuwanderung aus den benachbarten Orten Billed, Großjetscha, Alexanderhausen, Kleinjetscha, Saderlach, Gottlob und Lenauheim angesiedelt. 
Infolge des österreichisch-ungarischen Ausgleichs im Februar 1867 kam das Banat innenpolitisch unter ungarische Verwaltung. Es setzte eine gewaltige Magyarisierungswelle ein, die zu Beginn des 20. Jahrhunderts ihren Höhepunkt erreichte. Der Ort erhielt die amtliche Bezeichnung Baraczháza.
1890 war Baratzhausen Gemeindesitz, gehörte zum Wingaer Distrikt und befand sich im Temescher Komitat. 
Am 4. Juni 1920 wurde das Banat infolge des Vertrags von Trianon dreigeteilt. Der größte, östliche Teil, zu dem auch Baratzhausen gehörte, fiel an Rumänien. 
Infolge des Waffen-SS Abkommens vom 12. Mai 1943 zwischen der Antonescu-Regierung und Hitler-Deutschland wurden alle deutschstämmigen wehrpflichtigen Männer in die deutsche Armee eingezogen. 
Noch vor Kriegsende, im Januar 1945, fand die Deportation aller volksdeutschen Frauen zwischen 18–30 und Männer im Alter von 16–45  zur Aufbauarbeit in die Sowjetunion statt. Aus Bărăteaz waren 72 Personen von der Deportation betroffen, davon sind 19 nicht mehr zurückgekehrt.
Das Bodenreformgesetz vom 23. März 1945, das die Enteignung der deutschen Bauern in Rumänien vorsah, entzog der ländlichen Bevölkerung die Lebensgrundlage. Der enteignete Boden wurde an Kleinbauern, Landarbeiter und Kolonisten aus anderen Landesteilen verteilt. Anfang der 1950er Jahre wurde die Kollektivierung der Landwirtschaft eingeleitet. Durch das Nationalisierungsgesetz vom 11. Juni 1948, das die Verstaatlichung aller Industrie- und Handelsbetriebe, Banken und Versicherungen vorsah, fand die Enteignung aller Wirtschaftsbetriebe unabhängig von der ethnischen Zugehörigkeit statt. 
Da die Bevölkerung entlang der rumänisch-jugoslawischen Grenze von der rumänischen Staatsführung nach dem Zerwürfnis Stalins mit Tito und dessen Ausschluss aus dem Kominform-Bündnis als Sicherheitsrisiko eingestuft wurde, erfolgte am 18. Juni 1951 die Deportation „von politisch unzuverlässlichen Elementen“ in die Bărăgan-Steppe unabhängig von der ethnischen Zugehörigkeit. Die rumänische Führung bezweckte zugleich den einsetzenden Widerstand gegen die bevorstehende Kollektivierung der Landwirtschaft zu brechen. Als die Bărăganverschleppten 1956 heimkehrten, erhielten sie die 1945 enteigneten Häuser und Höfe zurückerstattet. Der Feldbesitz wurde jedoch kollektiviert. Aus Bărăteaz waren 34 Personen von der Deportation in die Bărăgan-Steppe betroffen.
Die Dörfer Bărăteaz und Hodon sind seit 1968 der Ortschaft Satchinez eingemeindet.

## Wirtschaft
Die Hauptbeschäftigung der Bewohner von Bărăteaz war der Ackerbau, die Viehzucht und der Gemüsebau. Außerdem gab es im Dorf eine bekannte Reb- und Obstbaumschule. Die Handwerker hatten Berufe, die den Landwirten zuarbeiteten, wie Schmiede, Wagner, Tischler usw. 
1908 wurde Baratzhausen an das Eisenbahnnetz  Timișoara – Variaș angeschlossen. Der Bahnhof liegt zwar zwei Kilometer außerhalb des Dorfes, trug aber erheblich zur Entwicklung des wirtschaftlichen  und kulturellen Lebens im Dorf bei. 

## Kultur
Eine rumänische Schule wurde in Bărăteaz bereits im Jahr 1788 erwähnt. Im Jahr 1854 wurde die erste deutsche Schule gebaut. Die Schule war bis zur Schulreform von 1948 konfessionell und wurde von der katholischen Kirchengemeinde unterhalten. Die Unterrichtssprache war deutsch. In der Staatsschule, die nach der Enteignung in Rumänien 1945 und Auflösung der konfessionellen Schule entstand, war nur noch die Unterstufe (Klassen 1 bis 4) in deutscher Sprache. 1973 wurde die deutsche Abteilung aus Mangel an Schülern aufgelöst.

## Demographie
| 1880 | 805 | 335 | 429 | 22 | 19 |
| 1900 | 838 | 380 | 413 | 28 | 17 |
| 1941 | 794 | 404 | 338 | 7  | 45 |
| 1977 | 634 | 483 | 128 | 8  | 15 |
| 1992 | 584 | 544 | 5   | 13 | 22 |